# .iq
.iq es el dominio de nivel superior geográfico (ccTLD) para Irak.

## Dominios de segundo nivel
- com.iq - Entidades Comerciales
- org.iq - Organizaciones
- gov.iq - Instituciones Gubernamentales
- edu.iq - Instituciones Educacionales